# Геометрична акустика
Геометрична акустика (англ. Geometrical acoustics  або англ. ray acoustics) – галузь акустики, що вивчає взаємодію звукових хвиль з об'єктами та їхнім середовищем з точки зору геометричних законів. 
Ця галузь акустики виникла для вирішення проблем, пов'язаних з поширенням звуку в закритих приміщеннях, таких як концертні зали, театри, конференц-зали та інші. Однією з основних ідей геометричної акустики є модель "зеркальних відбиттів". Згідно з цією моделлю, звукові хвилі розглядаються як лінії, що поширюються в прямолінійних напрямках. При цьому враховуються відбиття від стін, стелі та інших поверхонь, а також розсіювання звуку. Методи геометричної акустики використовуються для оптимізації акустичного середовища в приміщеннях, забезпечення оптимальної чіткості звуку та мінімізації акустичних артефактів. Це може включати в себе розташування акустичних об'єктів, таких як динаміки та акустичні панелі, з урахуванням геометричних особливостей приміщення.